# 리유니언 아레나
리유니언 아레나(영어: Reunion Arena)은 미국 텍사스주 댈러스에 위치한 실내 경기장이다. 과거 NBA 댈러스 매버릭스와 NHL 댈러스 스타스의 홈경기장으로 사용했다.
| NBA 올스타전 개최 경기장 |                        |        |
| 1985년                   | 1986년 리유니언 아레나 | 1987년 |
| 후지어 돔                | 1986년 리유니언 아레나 | 킹돔   |
|                          |                        |        |
|                          |                        |        |